# Dion Cools
Dion-Johan Chai Cools (født d. 4. juni 1996) er en belgisk-malaysisk professionel fodboldspiller, som spiller for Thai League 1-klubben Buriram United og Malaysias landshold.

## Baggrund
Cools er født i Kuching, Malaysia til en belgisk far og en malaysisk mor. Han flyttede med sin familie til Belgien som barn.

## Klubkarriere

### OH Leuven
Cools begyndte sin karriere hos Oud-Heverlee Leuven, hvor han gjorde sin førsteholdsdebut i august 2014. Han etablerede sig med det samme som en fast mand på holdet, og spillede en central del i, at de rykkede på i den bedste række i 2014-15 sæsonen.

### Club Brugge
Cools skiftede i juni 2015 til Club Brugge. Efter at have spillet som reservespiller i sin debutsæson, havde han sit gennembrud på førsteholdet i løbet af 2016-17 sæsonen. Han fortsatte i en vigtig rolle frem til 2018-19 sæsonen, hvor han mistede sin plads på holdet, især som resultat af Clinton Mata, som overtog han rolle som førstevalg.

### FC Midtjylland
Cools skiftede i januar 2020 til FC Midtjylland. Det lykkedes dog aldrig for Cools at slå igennem hos Midtjylland, og han blev i januar 2022 udlejet til Zulte Waregem i søgen om mere spilletid.
Cools og Midtjylland blev i september 2022 enige om at ophæve hans kontrakt.

### FK Jablonec
Cools skiftede i september 2022 til tjekkiske FK Jablonec.

### Buriram United
Cools skiftede i januar 2023 til thailandske Buriram United.

## Landsholdskarriere

### Belgien
Cools har repræsenteret Belgien på flere ungdomsniveauer.

### Malaysia
Cools skiftede i juni 2021 til at repræsentere sit fødeland Malaysia. Han debuterede for Malaysias landshold den 3. juni 2021.

## Titler
Club Brugge
- Belgiens 1. division A: 2 (2015-16, 2017-18)
- Belgisk Super Cup: 2 (2016, 2018)

Midtjylland
- Superligaen: 1 (2019-20)